# Savinhac de la Noalha
Savinhac Ledrier (en francès Savignac-Lédrier) és un municipi francès situat al departament de la Dordonya i a la regió de la Nova Aquitània.

## Demografia
| 1962                                       | 1968 | 1975 | 1982 | 1990 | 1999 | 2007 |
| ------------------------------------------ | ---- | ---- | ---- | ---- | ---- | ---- |
| 952                                        | 809  | 681  | 738  | 737  | 744  | 748  |
| Des de 1962: població sense dobles comptes |      |      |      |      |      |      |

## Administració
| Període   | Identitat             | Partit |
| --------- | --------------------- | ------ |
| 1929-1971 | Fernand Devaud        |        |
| 1971-1997 | Amédée-Roger Pironon  |        |
| 1997-2001 | Jean Roubinet         |        |
| 2001-     | Marguerite Cubertafon |        |